# Деран Сарафян
Деран Сарафян е американски актьор, филмов и телевизионен режисьор от арменски произход.

## Биография
Деран Сарафян е роден на 17 януари 1958 г. в Лос Анджелис, Калифорния, САЩ. Сарафян е син на филмовия режисьор Ричард Сарафян, брат на Теди Сарафян, Ричард Сарафян младши и Деймън Сарафян. Той е и племенник на Робърт Олтмън.
Режисира няколко епизода на „Д-р Хаус“ и става изпълнителен съпродуцент през четвъртия и петия му сезон. Режисира още епизоди на „От местопрестъплението“, „От местопрестъплението: Маями“, „От местопрестъплението: Ню Йорк“, „Вашингтон, окръг Колумбия“, „Бъфи, убийцата на вампири“, „Изгубени“, „Експериментът“, „Никита: Отмъщението“ и други.